# Бебайн-Лейк 21B
Бебайн-Лейк 21B (англ. Babine Lake 21B) — індіанська резервація в Канаді, у провінції Британська Колумбія, у межах регіонального округу Балклі-Нечако.

## Населення
За даними перепису 2016 року, індіанська резервація не ма постійного населення.

## Клімат
Середня річна температура становить 2,8°C, середня максимальна – 17,3°C, а середня мінімальна – -15,6°C. Середня річна кількість опадів – 491 мм.
| Клімат поселення                              | Клімат поселення | Клімат поселення | Клімат поселення | Клімат поселення | Клімат поселення | Клімат поселення | Клімат поселення | Клімат поселення | Клімат поселення | Клімат поселення | Клімат поселення | Клімат поселення | Клімат поселення |
| Показник                                      | Січ.             | Лют.             | Бер.             | Квіт.            | Трав.            | Черв.            | Лип.             | Серп.            | Вер.             | Жовт.            | Лист.            | Груд.            |                  |
| Середній максимум, °C                         | −3,87            | −0,68            | 3,53             | 8,61             | 13,40            | 17,26            | 16,73            | 16,59            | 12,36            | 7,25             | 0,30             | −4,44            |                  |
| Середня температура, °C                       | −9,74            | −6,55            | −2,34            | 2,75             | 7,54             | 11,39            | 13,79            | 13,64            | 9,42             | 4,31             | −2,65            | −7,37            |                  |
| Середній мінімум, °C                          | −15,6            | −12,42           | −8,22            | −3,12            | 1,67             | 5,52             | 10,83            | 10,69            | 6,46             | 1,34             | −5,6             | −10,34           |                  |
| Норма опадів, мм                              | 49               | 31               | 28               | 18               | 38               | 53               | 47               | 43               | 44               | 43               | 48               | 49               |                  |
| Середньомісячна швидкість вітру, м/с          | 1.64             | 1.70             | 1.90             | 2.07             | 2.12             | 2.06             | 1.97             | 1.80             | 1.75             | 1.86             | 1.84             | 1.65             |                  |
| Середньомісячна сонячна радіація, кДж/м²·день | 2248             | 4884             | 9589             | 14749            | 18443            | 19831            | 19399            | 16279            | 10889            | 5680             | 2615             | 1546             |                  |
| --------------------------------------------- | ---------------- | ---------------- | ---------------- | ---------------- | ---------------- | ---------------- | ---------------- | ---------------- | ---------------- | ---------------- | ---------------- | ---------------- | ---------------- |
| Джерело:                                      |                  |                  |                  |                  |                  |                  |                  |                  |                  |                  |                  |                  |                  |